# Cantonul Le Bény-Bocage
Cantonul Le Bény-Bocage este un canton din arondismentul Vire, departamentul Calvados, regiunea Basse-Normandie, Franța.

## Comune
| Comune                   | Populație (1999) | Cod poștal | Cod INSEE |
| ------------------------ | ---------------- | ---------- | --------- |
| Beaulieu                 | ...              | 14350      | 14052     |
| Le Bény-Bocage           | ...              | 14350      | 14061     |
| Bures-les-Monts          | ...              | 14350      | 14115     |
| Campeaux                 | ...              | 14350      | 14129     |
| Carville                 | ...              | 14350      | 14139     |
| Étouvy                   | ...              | 14350      | 14255     |
| La Ferrière-Harang       | ...              | 14350      | 14264     |
| La Graverie              | ...              | 14350      | 14317     |
| Malloué                  | ...              | 14350      | 14395     |
| Montamy                  | ...              | 14260      | 14440     |
| Mont-Bertrand            | ...              | 14350      | 14441     |
| Montchauvet              | ...              | 14350      | 14443     |
| Le Reculey               | ...              | 14350      | 14532     |
| Saint-Denis-Maisoncelles | ...              | 14350      | 14573     |
| Sainte-Marie-Laumont     | ...              | 14350      | 14618     |
| Saint-Martin-des-Besaces | ...              | 14350      | 14629     |
| Saint-Martin-Don         | ...              | 14350      | 14632     |
| Saint-Ouen-des-Besaces   | ...              | 14350      | 14636     |
| Saint-Pierre-Tarentaine  | ...              | 14350      | 14655     |
| Le Tourneur              | ...              | 14350      | 14704     |